# Thornham (Norfolk)
Pour les articles homonymes, voir Thornham.
Thornham est un village et une paroisse civile du Norfolk, en Angleterre. Il est situé sur la côte nord du comté, à 70 km au nord-ouest de la ville de Norwich. Administrativement, il relève du district de King's Lynn and West Norfolk. Au recensement de 2011, il comptait 496 habitants.